# Liste der belletristischen Buchtitel in der New-York-Times-Bestsellerliste 2021
Die Liste der belletristischen Buchtitel auf der New York Times-Bestsellerliste 2021 enthält alle 191 literarischen Werke, welche sich im Kalenderjahr als Hardcover-Ausgaben auf der wöchentlich erscheinenden, 15 Positionen umfassenden Bestsellerliste platziert haben.
Mit „The Midnight Library“ von Matt Haig (47 Wochen) sowie „The Invisible Life of Addie Larue“ von V. E. Schwab (35 Wochen) waren 2 Titel in diesem Jahr am längsten auf der Liste, welche Zeitreisen thematisieren. 30 Wochen konnte sich „The Last Thing He Told me“ von Laura Dave auf der Liste platzieren, in welchem der Ehemann vermisst wird.
Mit 14 Titeln ist der Verlag G. P. Putnam’s Son’s mit den meisten Buchtiteln auf der Liste vertreten. Little, Brown and Company mit 13 Titeln sowie St. Martin’s Press und Atria Publishing Group mit je 12 Titeln sind weitere erfolgreiche Publisher in diesem Jahr.
| Autor                                      | Titel                                             | Deutscher Titel                                     | Anzahl Nr. 1 Platzierungen |
| ------------------------------------------ | ------------------------------------------------- | --------------------------------------------------- | -------------------------- |
| Megan Abbott                               | The Turnout                                       |                                                     |                            |
| Joe Abercrombie                            | The Wisdom of Crowds                              | Silberklingen                                       |                            |
| Stacey Abrams                              | While Justice Sleeps                              |                                                     | 1                          |
| Elliot Ackerman James G. Stavridis         | 2034: A Novel of the Next World War               |                                                     |                            |
| Mitch Albom                                | The Stranger in the Lifeboat                      |                                                     | 2                          |
| Ilona Andrews                              | Blood Heir                                        | Blood Heir – Verborgene Wahrheit                    |                            |
| Mary Kay Andrews                           | The Newcomer                                      |                                                     |                            |
| Mary Kay Andrews                           | The Santa Suit                                    |                                                     |                            |
| Ashley Audrain                             | The Push                                          | Der Verdacht                                        |                            |
| Fredrik Backman                            | Anxious People                                    | Eine ganz dumme Idee                                |                            |
| David Baldacci                             | A Gambling Man                                    |                                                     | 1                          |
| David Baldacci                             | Daylight                                          | Eingeholt                                           |                            |
| David Baldacci                             | Mercy                                             | Abgerechnet                                         |                            |
| Andrea Bartz                               | We Were Never Here                                |                                                     |                            |
| Marie Benedict                             | The Mystery of Mrs. Christie                      | Mrs Agatha Christie                                 |                            |
| Marie Benedict Victoria Christopher Murray | The Personal Librarian                            |                                                     |                            |
| Brit Bennett                               | The Vanishing Half                                | Die verschwindende Hälfte                           | 3                          |
| Don Bentley                                | Tom Clancy Target Acquired                        |                                                     |                            |
| Flynn Berry                                | Northern Spy                                      |                                                     |                            |
| Steve Berry                                | The Kaiser’s Web (16 Cotton Malone)               | Das Kanzler-Komplott                                |                            |
| Chris Bohjalian                            | Hour of the Witch                                 |                                                     |                            |
| C. J. Box                                  | Dark Sky                                          |                                                     |                            |
| Patricia Briggs                            | Wild Sign                                         | Pfad der Wölfe                                      |                            |
| Sandra Brown                               | Blind Tiger                                       |                                                     |                            |
| Marc Cameron                               | Tom Clancy: Chain of Command                      |                                                     |                            |
| Jack Carr                                  | The Devils Hand                                   |                                                     |                            |
| Janet Skeslien Charles                     | The Paris Library                                 | Eine Bibliothek in Paris                            |                            |
| Lee Child Andrew Child                     | Better off Dead                                   |                                                     |                            |
| Lee Child Andrew Child                     | The Sentinel                                      |                                                     |                            |
| Richard Chizmar                            | Chasing the Boggeyman                             |                                                     |                            |
| Ann Cleeves                                | The Heron’s Cry                                   |                                                     |                            |
| Ernest Cline                               | Ready Player Two                                  | Ready Player Two                                    |                            |
| Bill Clinton James Patterson               | The President’s Daughter                          | Die Tochter des Präsidenten                         | 3                          |
| Hillary Clinton Louise Penny               | State of Terror                                   | State of Terror                                     | 1                          |
| Harlan Coben                               | Win                                               | Nichts bleibt begraben                              | 1                          |
| Michael Connelly                           | The Dark Hours                                    |                                                     |                            |
| Michael Connelly                           | The Law of Innocence                              |                                                     |                            |
| James S. A. Corey                          | Leviathan Falls                                   | Leviathan fällt                                     |                            |
| Patricia Cornwell                          | Autopsy : Kay Scarpetta, 25                       |                                                     |                            |
| S. A. Cosby                                | Razorblade Tears                                  | Die Rache der Väter                                 |                            |
| Naima Coster                               | What’s Mine and Yours                             |                                                     |                            |
| Catherine Coulter                          | Vortex : an FBI Thriller                          |                                                     |                            |
| Jeanine Cummins                            | American Dirt                                     | American Dirt                                       |                            |
| Clive Cussler Graham Brown                 | Fast Ice                                          |                                                     |                            |
| Clive Cussler Jack Du Brul                 | The Saboteurs                                     | Das Panama-Attentat : Ein Isaac-Bell-Roman          |                            |
| Dirk Cussler                               | Clive Cussler’s the Devil’s Sea                   |                                                     |                            |
| Laura Dave                                 | The Last Thing He Told Me                         | Beschütze Sie                                       | 4                          |
| Abigail Dean                               | Girl A                                            | Girl A                                              |                            |
| Anthony Doerr                              | Cloud Cuckoo Land                                 | Wolkenkuckucksland                                  |                            |
| Patricia Engel                             | Infinite Country                                  |                                                     |                            |
| Louise Erdrich                             | The Sentence                                      |                                                     |                            |
| María Amparo Escandón                      | L.A. Weather                                      |                                                     |                            |
| Janet Evanovich                            | Game on                                           |                                                     |                            |
| Janet Evanovich Steve Hamilton             | The Bounty                                        |                                                     |                            |
| Janet Evanovich                            | Fortune and Glory                                 |                                                     |                            |
| Richard Paul Evans                         | The Christmas Promise                             |                                                     |                            |
| Alice Feeney                               | Rock Paper Scissors                               |                                                     |                            |
| Joanne Fluke                               | Triple Chocolate Cheesecake Murder                |                                                     |                            |
| Lucy Foley                                 | The Guest List                                    | Sommernacht                                         |                            |
| Ken Follett                                | Never                                             | Never – Die letzte Entscheidung                     |                            |
| Ken Follett                                | The Evening and the Morning                       | Kingsbridge – Der Morgen einer neuen Zeit           |                            |
| Lauren Fox                                 | Send for Me                                       |                                                     |                            |
| Jonathan Franzen                           | Crossroads                                        | Crossroads                                          |                            |
| Diana Gabaldon                             | Go Tell the Bees That I am Gone                   | Outlander – Das Schwärmen von tausend Bienen        | 2                          |
| Gabriela Garcia                            | Of Women and Salt                                 |                                                     |                            |
| Lisa Gardner                               | Before she Disappeared                            |                                                     |                            |
| Amanda Gorman                              | Call Us What We Carry                             |                                                     | 1                          |
| Amanda Gorman                              | The Hill we Climb                                 | The Hill we climb – Den Hügel hinauf                | 2                          |
| Mark Greaney                               | Relentless                                        |                                                     |                            |
| John Grisham                               | A Time of Mercy                                   | Der Polizist                                        | 2                          |
| John Grisham                               | Sooley                                            | Das Talent                                          | 1                          |
| John Grisham                               | The Judge’s List                                  | Der Verdächtige                                     | 3                          |
| Lauren Groff                               | Matrix                                            |                                                     |                            |
| Matt Haig                                  | The Midnight Library                              | Die Mitternachtsbibliothek                          |                            |
| Kristin Hannah                             | The Four Winds                                    | Die vier Winde                                      | 3                          |
| Jane Harper                                | The Survivors                                     |                                                     |                            |
| Nathan Harris                              | The Sweetness of Water                            |                                                     |                            |
| Zakiya Dalila Harris                       | The Other Black Girl                              |                                                     |                            |
| Paula Hawkins                              | A Slow Fire Burning                               | Wer das Feuer entfacht – Keine Tat ist je vergessen | 1                          |
| Rachel Hawkins                             | The Wife Upstairs                                 | Die Verschwundene                                   |                            |
| Miranda Cowley Heller                      | The Paper Palace                                  | Der Papierpalast                                    | 1                          |
| Grady Hendrix                              | The Final Girl Support Group                      |                                                     |                            |
| Sally Hepworth                             | The Good Sister                                   |                                                     |                            |
| Elin Hilderbrand                           | Golden Girl                                       |                                                     | 1                          |
| Elin Hilderbrand                           | Reunion Beach                                     |                                                     |                            |
| Anne Hillerman                             | Stargazer                                         |                                                     |                            |
| Alice Hoffman                              | The Book of Magic                                 |                                                     |                            |
| Sunny Hostin                               | Summer on the Bluffs                              |                                                     |                            |
| Kazuo Ishiguro                             | Klara and the Sun                                 | Klara und die Sonne                                 |                            |
| J. A. Jance                                | Missing and Endangered                            |                                                     |                            |
| Honoree Fanonne Jeffers                    | The Love Songs of W.F.B. Du Bois                  |                                                     |                            |
| Lisa Jewell                                | The Night she Disappeared                         |                                                     |                            |
| Craig Johnson                              | Daughter of the Morning Star                      |                                                     |                            |
| Robert Jones Jr.                           | The Prophets                                      |                                                     |                            |
| Jonathan Kellerman                         | Serpentine                                        |                                                     |                            |
| Martha Hall Kelly                          | Sunflowers Sisters                                |                                                     |                            |
| Caroline Kepnes                            | You Love Me                                       | You love me                                         |                            |
| Stephen King                               | Billy Summers                                     | Billy Summers                                       | 3                          |
| Stephen King                               | If it Bleeds                                      | Blutige Nachrichten                                 |                            |
| Karen Kingsbury                            | A Distant Shore                                   |                                                     |                            |
| Karen Kingsbury                            | Forgiving Paris                                   |                                                     |                            |
| T. J. Klune                                | Under the Whispering door                         | Das unglaubliche Leben des Wallace Price            |                            |
| Jean Hanff Korelitz                        | The Plot                                          |                                                     |                            |
| Jay Kristoff                               | Empire of the Vampire                             |                                                     |                            |
| William Kent Krueger                       | Lightning Strike                                  |                                                     |                            |
| Naomi Krupitsky                            | The Family                                        |                                                     |                            |
| Jhumpa Lahiri                              | Whereabouts                                       |                                                     |                            |
| Tracey Lange                               | We are the Brennans                               |                                                     |                            |
| Shari Lapena                               | Not a Happy family                                |                                                     |                            |
| John le Carré                              | Silverview                                        | Silverview                                          |                            |
| Sarah J. Maas                              | A Court of Silver Flames                          | Das Reich der sieben Höfe – Silbernes Feuer         | 1                          |
| Debbie Macomber                            | It’s Better this Way                              | Liebe mit Aussicht                                  |                            |
| Debbie Macomber                            | Dear Santa                                        |                                                     |                            |
| Charlotte McConaghy                        | Once There were Wolves                            | Wo die Wölfe sind                                   |                            |
| Paula McLain                               | When the Stars Go Dark                            | Nacht ohne Sterne                                   |                            |
| Alex Michaelides                           | The Maidens                                       | Die verschwundenen Studentinnen                     |                            |
| Kyle Mills                                 | Vince Flynn: Enemy at the Gates                   |                                                     |                            |
| Karen Marie Moning                         | Kingdom of Shadow and Light                       |                                                     |                            |
| Mary Alice Monroe                          | The Summer of Lost and Found                      |                                                     |                            |
| Liane Moriarty                             | Apples never fall                                 | Eine perfekte Familie                               | 2                          |
| Heather Morris                             | Three Sisters                                     | Die Schwestern von Auschwitz                        |                            |
| Haruki Murakami                            | First Person Singular                             | Erste Person Singular                               |                            |
| T. J. Newman                               | Falling                                           | Flug 416                                            |                            |
| Viet Thanh Nguyen                          | The Committed                                     | Die Idealisten                                      |                            |
| Anna North                                 | Outlawed                                          | Die Gesetzlose                                      |                            |
| Naomi Novik                                | The Last Graduate                                 | Der letzte Absolvent                                |                            |
| Maggie O’Farrell                           | Hamnet                                            | Judith und Hamnet                                   |                            |
| Richard Osman                              | The Man Who Died Twice                            | Der Mann, der zweimal starb (Die Mordclub-Serie, 2) |                            |
| Delia Owens                                | Where the Crawdads Sing                           | Der Gesang der Flusskrebse                          |                            |
| James Patterson                            | Deadly Cross                                      |                                                     |                            |
| James Patterson                            | Fear no Evil                                      |                                                     |                            |
| James Patterson J. D. Barker               | The Noise                                         |                                                     |                            |
| James Patterson James O. Born              | The Russian                                       |                                                     | 1                          |
| James Patterson David Ellis                | The Red Book                                      |                                                     |                            |
| James Patterson Nancy Allen                | Jailhouse Lawyer                                  |                                                     |                            |
| James Patterson Maxine Paetro              | 21st Birthday                                     |                                                     |                            |
| Sarah Pearse                               | The Sanatorium                                    |                                                     |                            |
| Sarah Penner                               | The Lost Apothecary                               |                                                     |                            |
| Louise Penny                               | The Madness of Crowds                             |                                                     | 1                          |
| Jodi Picoult                               | Wish you were Here                                |                                                     |                            |
| Richard Powers                             | Bewilderment                                      | Erstaunen                                           |                            |
| Douglas Preston Lincoln Child              | Bloodless                                         | Bloodless – Grab des Verderbens                     |                            |
| Douglas Presten Lincoln Child              | The Scorpions Tail                                | Old Bones – Das Gift der Mumie                      |                            |
| Taylor Jenkins Reid                        | Malibu Rising                                     |                                                     |                            |
| J. D. Robb                                 | Faithless in Death                                |                                                     |                            |
| J. D. Robb                                 | Forgotten in Death                                |                                                     |                            |
| Nora Roberts                               | Legacy                                            | Vermächtnis der Dunkelheit                          | 1                          |
| Nora Roberts                               | The Awakening                                     | Mondblüte                                           |                            |
| Nora Roberts                               | The Becoming                                      | Himmelsblüte                                        |                            |
| Sally Rooney                               | Beautiful World, where are You                    | Schöne Welt, wo bist du                             | 1                          |
| Riley Sager                                | Survive the Night                                 |                                                     |                            |
| John Sandford                              | Ocean Prey                                        |                                                     | 1                          |
| V. E. Schwab                               | The Invisible Life of Addie Larue                 | Das unsichtbare Leben der Addie LaRue               |                            |
| Cavan Scott                                | Star Wars : The Rising Storm                      | Star Wars: Im Zeichen des Sturms                    |                            |
| Lisa Scottoline                            | Eternal                                           |                                                     |                            |
| Maggie Shipstead                           | Great Circle                                      | Kreiseziehen                                        |                            |
| Gary Shteyngart                            | Our Country Friends                               | Landpartie                                          |                            |
| Daniel Silva                               | The Cellist                                       |                                                     | 1                          |
| Karin Slaughter                            | False Witness                                     | Die falsche Zeugin                                  |                            |
| Anthony Veasna So                          | Afterparties                                      |                                                     |                            |
| Charles Soule                              | Star Wars: Light of the Jedi                      | Star Wars: Das Licht der Jedi                       | 1                          |
| Sister Souljah                             | Life after Death                                  |                                                     | 2                          |
| Nicholas Sparks                            | The Wish                                          | Mein letzter Wunsch                                 | 1                          |
| Nicholas Sparks                            | The Return                                        | Wenn du zurückkehrst                                |                            |
| Danielle Steel                             | Flying Angels                                     |                                                     |                            |
| Danielle Steel                             | Neighbors                                         |                                                     |                            |
| Danielle Steel                             | Complications                                     |                                                     |                            |
| Danielle Steel                             | Nine Lives                                        |                                                     |                            |
| Danielle Steel                             | Finding Ashley                                    |                                                     |                            |
| Danielle Steel                             | The Affair                                        |                                                     |                            |
| Danielle Steel                             | The Butler                                        |                                                     |                            |
| Elizabeth Strout                           | Oh William!                                       | Oh, William!                                        |                            |
| Cynthia D’Aprix Sweeney                    | Good Company                                      | Unter Freunden                                      |                            |
| Jake Tapper                                | The Devil may Dance                               |                                                     |                            |
| Brad Thor                                  | Black Ice                                         |                                                     | 1                          |
| Amor Towles                                | The Lincoln Highway                               |                                                     | 1                          |
| J. R. Ward                                 | Lover Unveiled                                    | Geliebter des Mondes                                |                            |
| Jennifer Weiner                            | That Summer                                       |                                                     |                            |
| Andy Weir                                  | Project Hail Mary                                 | Der Astronaut                                       |                            |
| Lauren Weisberger                          | Where the Grass is Green and the Girls are Pretty |                                                     |                            |
| Martha Wells                               | Fugitive Telemetry                                |                                                     |                            |
| Chris Whitaker                             | We Begin at the End                               | Von hier bis zum Anfang                             |                            |
| Colson Whitehead                           | Harlem Shuffle                                    | Harlem shuffle                                      |                            |
| Tia Williams                               | Seven Days in June                                |                                                     |                            |
| Jacqueline Winspear                        | The Consequences of Fear                          |                                                     |                            |
| Stuart Woods                               | Hush-hush                                         |                                                     |                            |
| Stuart Woods                               | Double Jeopardy                                   |                                                     |                            |
| Richard Wright                             | The Man who lived Underground                     | Der Mann im Untergrund                              |                            |
| Timothy Zahn                               | Thrawn Ascendancy : Greater Good                  |                                                     |                            |